# Ungla encarnada
L'onicocriptosi (del grec ὄνυξ onyx "clau" + κρυπτός kryptos "ocult") o ungla encarnada és una forma comuna de malaltia de les ungles. És un trastorn sovint dolorós en la qual l'ungla creix de manera que e talla en un o ambdós costats el llit de l'ungla. Només s'ha trobat en cultures amb calçat resistent i no es produeix en persones que habitualment van descalces, ja que requereix una pressió cap avall sobre l'ungla degut a la sabata.
El trastorn comença a partir d'una inflamació microbiana de la pell del costat del llit de l'ungla, arribant a produir (secundàriament) un granuloma. Si bé les ungles encarnades poden ocórrer tant en les ungles de les mans com les dels peus, es produeixen amb molta més freqüència en les dels peus. Una veritable ungla encarnada, o onicocriptosi, és causada per la penetració real de la vora de l'ungla en la carn. Així no s'ha de confondre amb altres condicions doloroses com calls o durícies, ni amb un trastorn de les ungles similar, l'onicocirtosi (del grec ὄνυξ ònix "ungla" + κυρτός kyrtos "convex ") o ungles convexes.

## Tractament
El tractament d'una ungla encarnada en part depèn de la seva gravetat.

### Tractament conservador
En el tractament conservador dels casos lleus a moderats amb foments d'aigua calenta, un ungüent antibacterià i utilitzar fil dental o una fèrula acanalada per proporcionar una pista al llarg de la qual l'ungla pugui créixer sense clavar-se. Si el tractament conservador d'una ungla encarnada menor no té èxit o si el grau d'afectació és greu, llavors cal passar al tractament quirúrgic.

### Tractament quirúrgic
El tractament quirúrgic pot consistir en primer lloc en una resecció de la punta de l'ungla que es clava, si bé cal, sovint, realitzar una extirpació de tota la vora que es clava de l'ungla fins a la seva base incloent la destrucció del llit de l'ungla (matricectomia lateral). Per a la destrucció del llit de l'ungla s'utilitzen substàncies químiques o mètodes ablatius; per als primers hi ha el fenol al 88% (el més emprat), l'hidròxid de sodi al 10% i l'àcid tricloroacètic; i per als ablatius hi ha l'electrofulguració, la crioteràpia i l'escissió quirúrgica (la més utilitzada).